# Karel Warburg
Karel Warburg es un deportista neerlandés que compitió en vela en la clase Finn. Ganó una medalla de plata en el Campeonato Europeo de Finn de 1958.

## Palmarés internacional
| Campeonato Europeo | Campeonato Europeo | Campeonato Europeo | Campeonato Europeo |
| Año                | Lugar              | Medalla            | Clase              |
| ------------------ | ------------------ | ------------------ | ------------------ |
| 1958               | Cascaes (Portugal) | Medalla de plata   | Finn               |